# 神城村
神城村（かみしろむら）は長野県北安曇郡にあった村。現在の白馬村大字神城にあたる。

## 地理
- 山：矢崎山、一夜山、地蔵の頭、天狗岳、小遠見山、中遠見山、大遠見山、西遠見山、飛騨山脈（白岳）
- 河川：姫川

## 歴史
- 1875年（明治8年）2月18日 - 筑摩県安曇郡佐野村・沢渡村・飯田村・飯森村・堀之内村が合併して神城村となる。
- 1876年（明治9年）8月21日 - 長野県の所属となる。
- 1879年（明治12年）1月4日 - 郡区町村編制法の施行により、北安曇郡の所属となる。
- 1889年（明治22年）4月1日 - 町村制の施行により、神城村が単独で自治体を形成。
- 1956年（昭和31年）9月30日 - 北城村と合併して白馬村が発足。同日神城村廃止。

## 交通

### 鉄道路線
- 日本国有鉄道
  - 大糸線
    - 南神城駅 - 神城駅 - 飯森駅

### 道路
- 国道148号